# Winterthur
Winterthur (tyskt uttal: [ˈvɪntɐtuːɐ̯]
 ( lyssna), franska: Winterthour, i vardagligt tal även Winti) är en stad och kommun i distriktet Winterthur i kantonen Zürich, Schweiz. Det är Schweiz sjätte största stad.
I Winterthur har bland annat Europacupen i innebandy spelats. 

## Geografi

### Indelning
Winterthur delas in i sju Stadtkreise (stadsdelsområden). Dessa delas i sin tur in i 42 Quartiere (stadsdelar).
| Krets nr | Stadsdelsområde | Invånare 2020 | Area (km²) |
| -------- | --------------- | ------------- | ---------- |
| 1        | Stadt           | 21 521        | 10,36      |
| 2        | Oberwinterthur  | 24 364        | 17,57      |
| 3        | Seen            | 20 133        | 11,07      |
| 4        | Töss            | 11 160        | 7,26       |
| 5        | Veltheim        | 10 113        | 2,32       |
| 6        | Wülflingen      | 16 625        | 13,17      |
| 7        | Mattenbach      | 12 483        | 6,31       |

## Demografi
Kommunen Winterthur har 119 315 invånare (2023).
|  | Tyska (83,3 %) |

|  | Franska (1,0 %) |

|  | Italienska (5,0 %) |

|  | Rätoromanska (0,1 %) |

|  | Övriga (10,6 %) |

|  | Tyska (84,4 %) |

|  | Franska (0,8 %) |

|  | Italienska (3,2 %) |

|  | Rätoromanska (0,3 %) |

|  | Övriga (11,3 %) |

Uppgifterna från 2000 är baserade på en folkräkning.

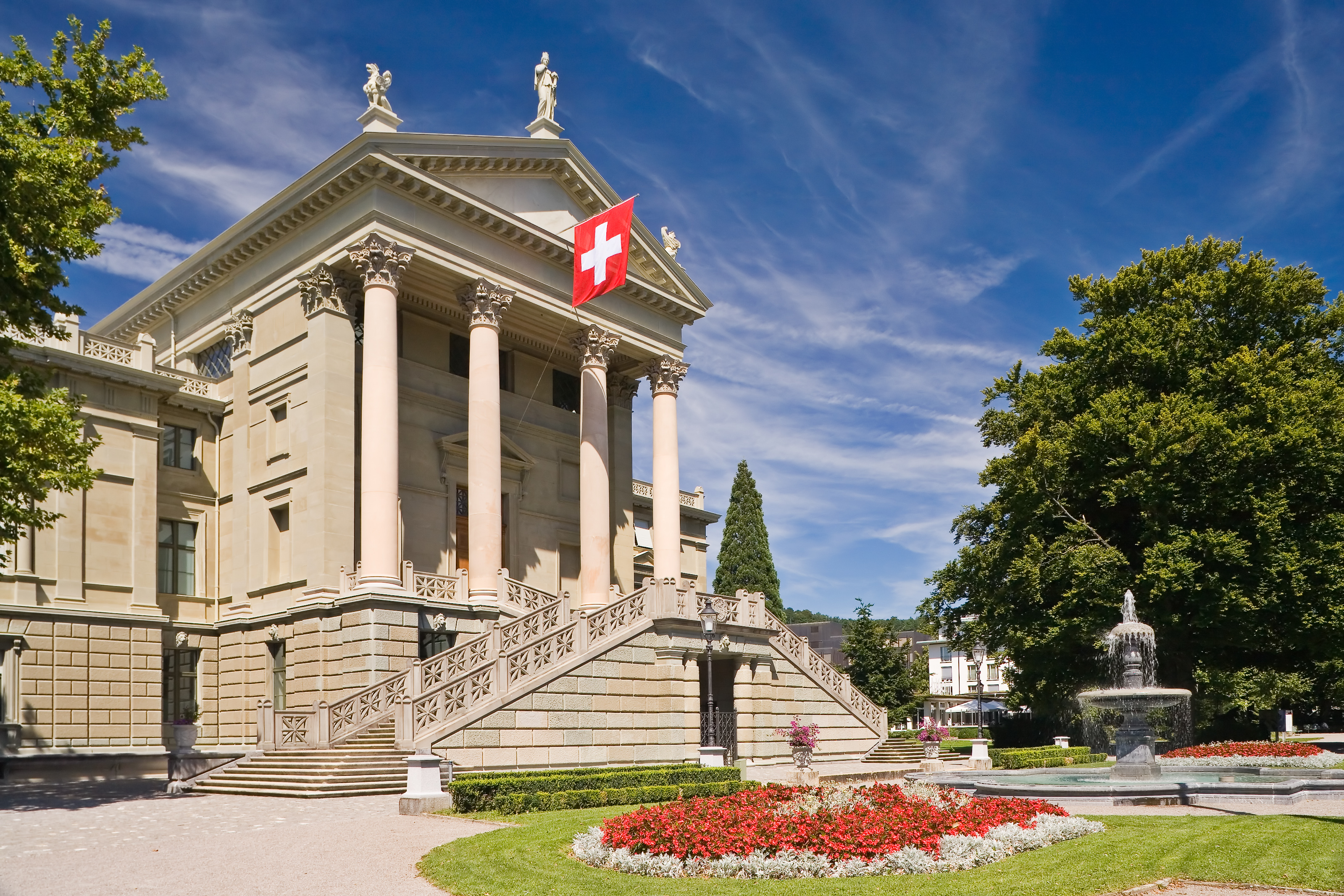
Stadshuset i Winterthur.

Uppgifterna från 2014 är baserade på fem på varandra följande årliga strukturundersökningar. Resultaten extrapoleras. De bör tolkas med försiktighet i kommuner med mindre än 3 000 invånare.